# ヒッカドゥワ
ヒッカドゥワ（シンハラ語: හික්කඩුව、タミル語: ஹிக்கதுவ、英語: Hikkaduwa）は、スリランカの南部州ゴール県の都市である。スリランカの南西海岸に位置しており、州都ゴールから北西に17 kmの距離にある。ヒッカドゥワはビーチとサーフィン、それにサンゴ礁とナイトライフで有名な観光地である。
ヒッカドゥワはコロンボとゴールを結ぶゴール・ロード沿いに位置しており、大きなビーチを生かした観光産業が活発である。ビーチでは、サーフィンやシュノーケリングといった娯楽が提供されている。近隣のサンゴ礁はヒッカドゥワ国立公園として海洋国立公園にも指定されている。
2004年のスマトラ島沖地震による津波では、この地域も大きな被害を受けた。コロンボ発ゴール行の列車が流されたのもこの地域である（2004年スリランカ津波列車事故）。しかし、津波の救援物資として多くのミシンが届けられたことから、以来この地域ではシャツやズボン、ショーツをカスタマイズする仕立て屋が多数軒を構えるようになった。

ヒッカドゥワのビーチ
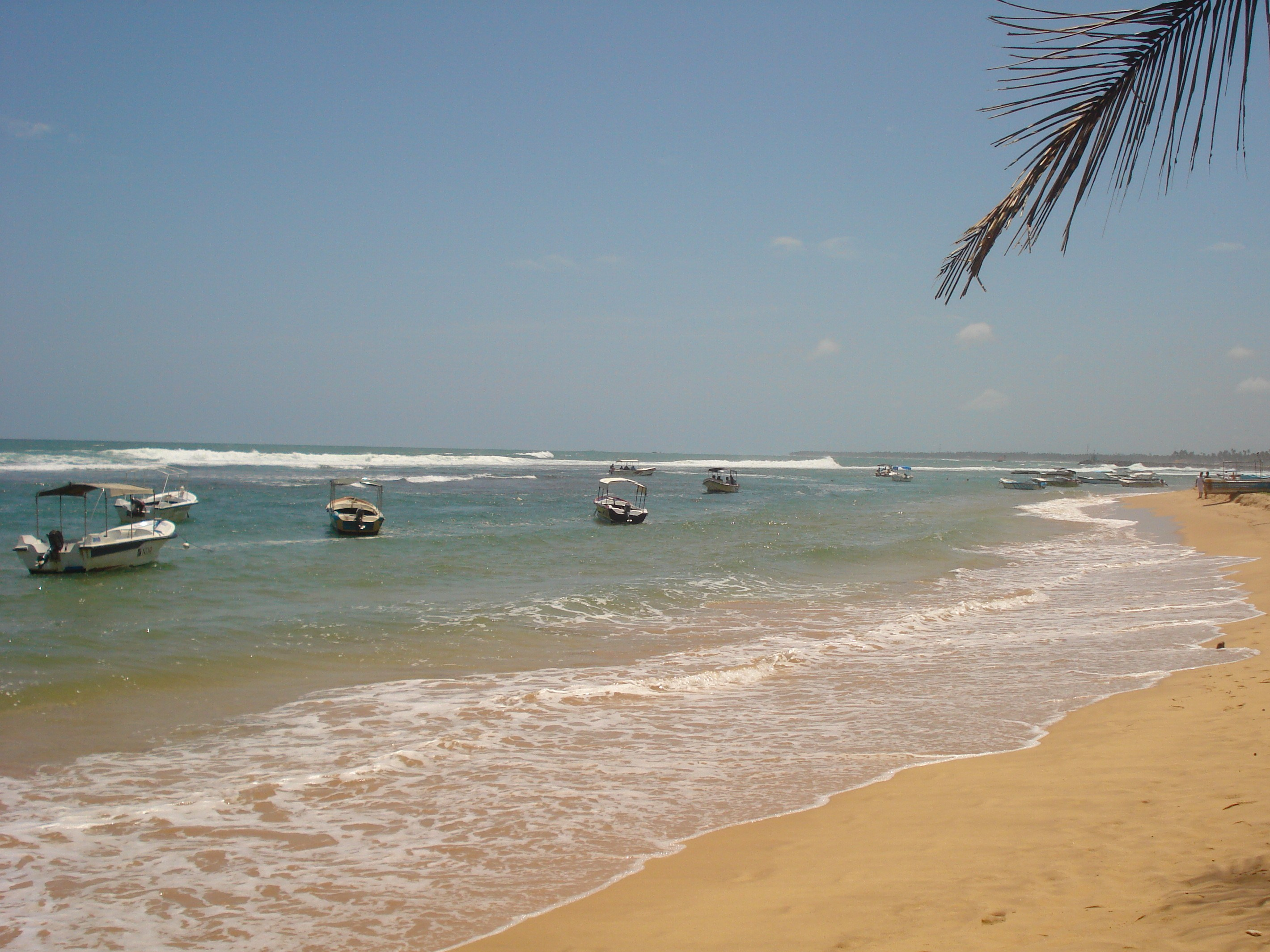
ビーチ付近の釣り船
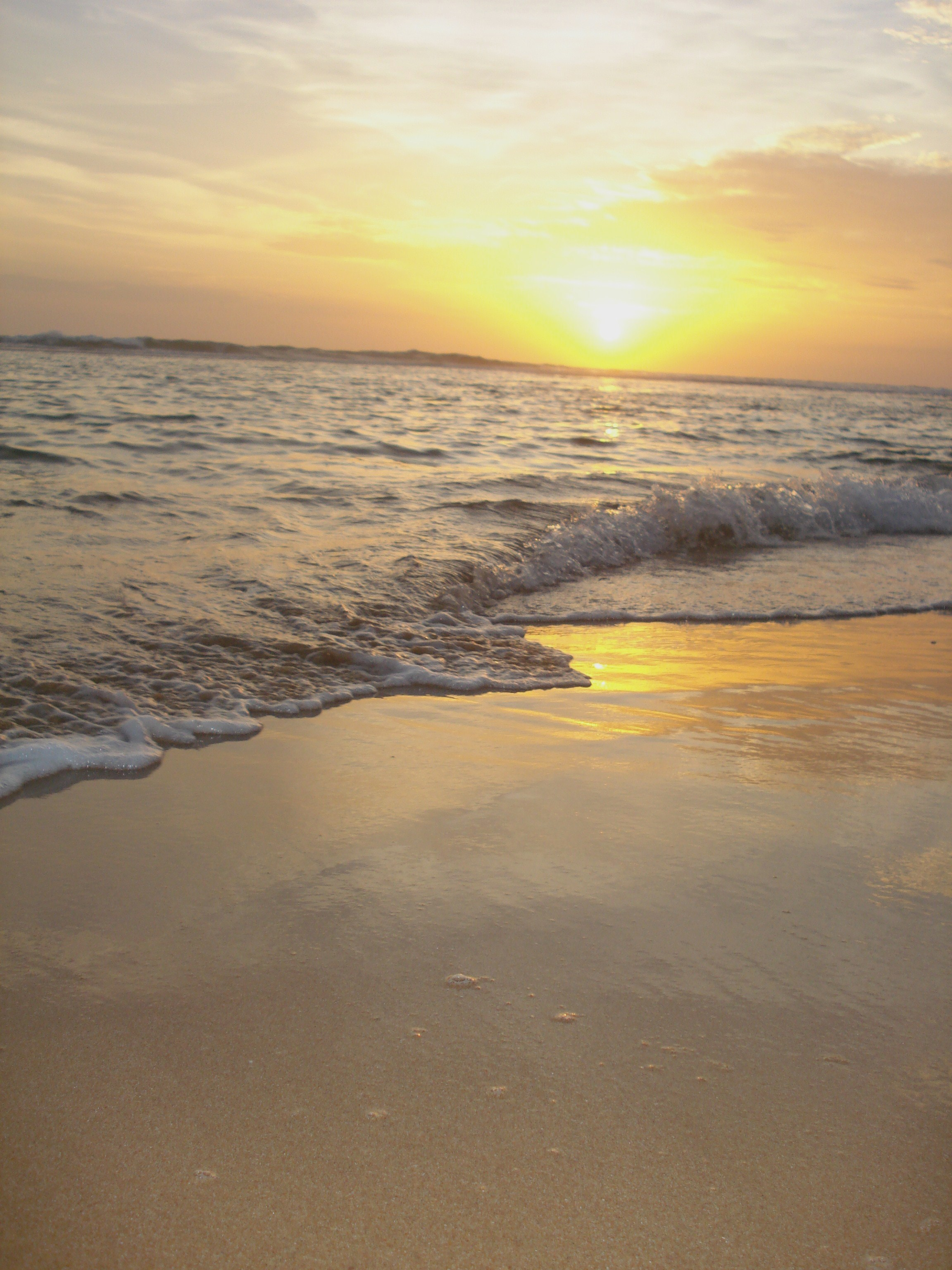
ビーチの夕陽